# Svrbice
Svrbice é um município da Eslováquia, situado no distrito de Topoľčany, na região de Nitra. Tem 6,94 km² de área e sua população em 2018 foi estimada em 199 habitantes.

## Demografia
| Ano:        | 1994 | 2004    | 2014   | 2024   |
| ----------- | ---- | ------- | ------ | ------ |
| Broj ljudi: | 232  | 208     | 199    | 194    |
| Razlika:    |      | -10,34% | -4,32% | -2,51% |

| Ano:               | 2023 | 2024   |
| ------------------ | ---- | ------ |
| Número de pessoas: | 192  | 194    |
| Diferença:         |      | +1,04% |